# Talakan
Talakan (russisch Талака́н) ist eine Siedlung städtischen Typs in der Oblast Amur (Russland) mit 3311 Einwohnern (Stand 1. Oktober 2021).

## Geographie

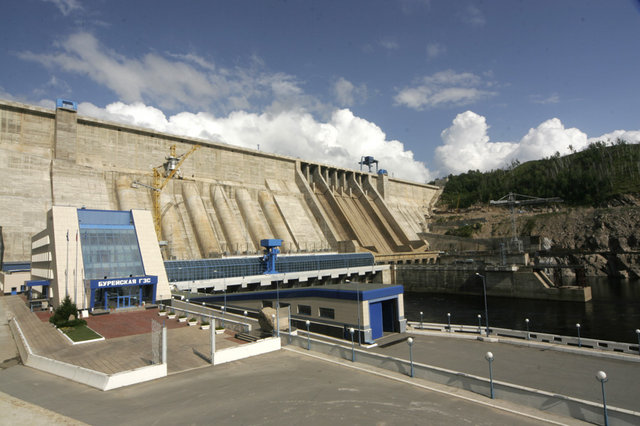
Staumauer der Bureja-Talsperre bei Talakan

Der Ort liegt knapp 200 km Luftlinie östlich des Oblastverwaltungszentrums Blagoweschtschensk im südwestlichen Vorland des Turanagebirges. Er befindet sich unweit des rechten Ufers der Bureja, gut 3 km unterhalb (westlich) der Staumauer der Bureja-Talsperre.
Talakan gehört zum Rajon Bureiski und ist von dessen Verwaltungssitz Nowobureiski etwa 60 km in nordnordöstlicher Richtung entfernt. Es ist die einzige Ortschaft der Stadtgemeinde (gorodskoje posselenije) Possjolok Talakan.

## Geschichte
Der Ort entstand ab den 1970er-Jahren im Zusammenhang mit dem Baubeginn der Bureja-Talsperre, als Wohnsiedlung für die Bauarbeiter und die späteren Angestellten des Wasserkraftwerks. 1981 erhielt Talakan den Status einer Siedlung städtischen Typs. Seinen Namen bekam es nach einem kleinen, 7 km oberhalb (nordöstlich) von rechts in die Bureja mündenden Fluss.

### Bevölkerungsentwicklung
| Jahr | Einwohner |
| ---- | --------- |
| 1989 | 4479      |
| 2002 | 6545      |
| 2010 | 5176      |
| 2021 | 3311      |

Anmerkung: Volkszählungsdaten

## Verkehr
Nach Talakan und zur Bureja-Talsperre führt eine Straße, die knapp 50 km südwestlich von der Fernstraße M58 Amur Tschita – Chabarowsk auf ihrem Abschnitt zwischen Sawitinsk und Nowobureiski abzweigt. Einige Kilometer westlich des Rajonzentrums Nowobureiski befindet sich in der Siedlung Bureja die nächstgelegene Bahnstation bei Streckenkilometer 8030 (ab Moskau) der Transsibirischen Eisenbahn.